# Maurizio Anastasi
Maurizio Anastasi (Riposto, 15 gennaio 1977) è un dirigente sportivo ed ex calciatore italiano, di ruolo centrocampista.

## Carriera
Dopo le giovanili nel Catania, con cinque presenze tra CND e Serie C2, e cinque annate fra i dilettanti nelle file di Riposto, Gravina, Giarre e Milazzo, tornò fra i professionisti nel 2002 con l'Acireale con cui ottenne la promozione in Serie C1.
Richiamato dal Catania nel 2004, contribuì alla promozione in Serie A dei rossazzurri. A causa di un infortunio non poté giocare la seconda metà del campionato, ma il suo contratto venne comunque rinnovato dalla società etnea.
Non completamente ristabilitosi, non riuscì ad esordire nella massima serie e a gennaio 2007 venne ceduto in prestito al Cesena di Fabrizio Castori insieme ad Umberto Del Core, ritornando in Serie B. L'esperienza in Romagna fu la prima fuori dalla Sicilia, ed il giocatore non si ambientò nella nuova realtà, con le sue prestazioni che non risultarono all'altezza delle aspettative. A fine stagione i bianconeri ne riscattarono l'intero cartellino. Dopo un ritiro vissuto da separato in casa, fu ceduto in prestito ad agosto all'Avellino. Con gli irpini disputò 27 gare nel campionato di Serie B.
Al termine della stagione, il 22 luglio, passò all'Ancona. Il giocatore rimase svincolato dopo il fallimento della società, ma nel 2010 ritornò al Giarre, in Eccellenza.
Il club lo svincolò dopo due mesi e Anastasi terminò la stagione nella Russo Calcio, società di Riposto di Seconda Categoria. Con la società ripostese giocò 8 gare segnando 3 reti.
Nel luglio del 2011 si aggregò alla squadra della Fiumefreddese, in Promozione.
Nel settembre del 2016 tornò a giocare con il Riposto Calcio 2016 in Terza Categoria, conquistando la promozione in Seconda Categoria nel ruolo di mezzapunta (14 reti). Nella stagione seguente segnò 8 reti, ritirandosi al termine della stessa.
Nella stagione 2019-2020 è entrato nei quadri dirigenziali del Giarre, ricoprendo prima il ruolo di Direttore Sportivo e poi quello di Direttore Generale.

## Palmarès

### Competizioni nazionali
- Campionato Nazionale Dilettanti: 1

Catania: 1994-1995